# Росуље (Бугојно)
Росуље су насељено мјесто у Босни и Херцеговини, у општини Бугојно, које административно припада Федерацији Босне и Херцеговине. Према попису становништва из 2013. у насељу је живјело 143 становника.

## Становништво
| Демографија | Демографија | Демографија |
| Година      | Становника  | Становника  |
| ----------- | ----------- | ----------- |
| 1971.       | 205         |             |
| 1981.       | 224         |             |
| 1991.       | 334         |             |
| 2013.       | 143         |             |